# 布拉采利夫卡
49°19′59″N 36°20′9″E / 49.33306°N 36.33583°E
布拉采利夫卡（烏克蘭語：Булацелівка）是位於烏克蘭東部的村莊，由哈爾科夫州洛佐瓦區的比利亞伊夫卡市鎮負責管轄。該村分別距離澤列尼夫卡1公里和馬克西米夫卡3公里，始建於1850年，面積0.28平方公里，海拔高度133米，2001年人口42。